# Amphistomus monticola
Amphistomus monticola là một loài bọ cánh cứng trong họ Bọ hung (Scarabaeidae).